# Jeune Femme en toilette de bal
Jeune Femme en toilette de bal est un tableau réalisé par l'artiste française Berthe Morisot en 1879. Cette huile sur toile est le portrait à mi-corps d'une jeune femme en tenue de soirée devant de la verdure. Présentée à la cinquième exposition impressionniste en 1880 à Paris, l'œuvre est achetée par Giuseppe De Nittis puis passe dans la collection privée du critique d'art Théodore Duret. Ce dernier accepte en 1894 de la vendre à l'État, sur les insistances de Stéphane Mallarmé. Elle est conservée au musée d'Orsay depuis son ouverture en 1986.